# Libecina
Obec Libecina (německy Libetzin) se nachází v okrese Ústí nad Orlicí v Pardubickém kraji.
Žije zde 205 obyvatel.

## Historie
První písemná zmínka o obci pochází z roku 1461.

## Části obce
- Libecina
- Javorníček

## Galerie

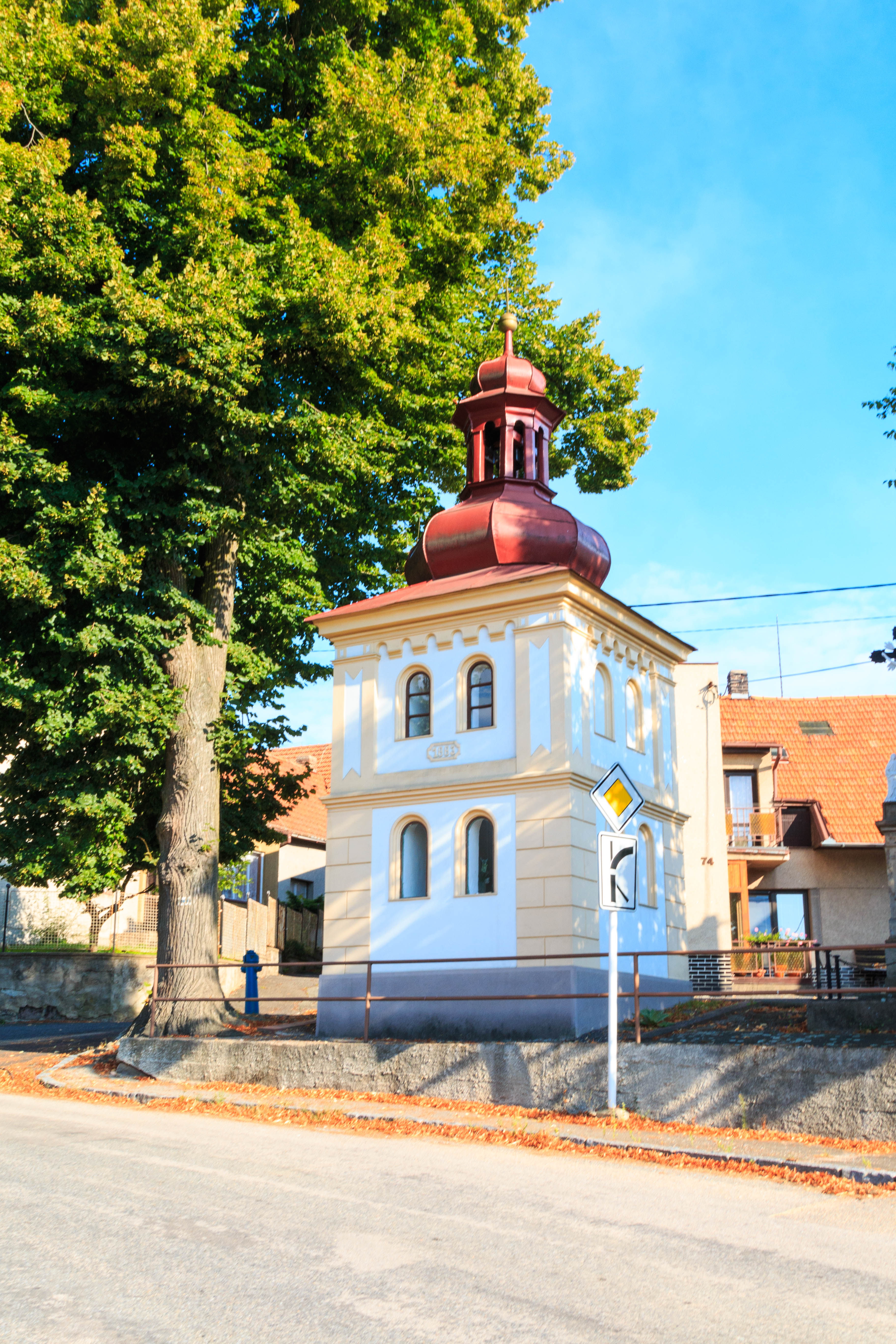
Kaple
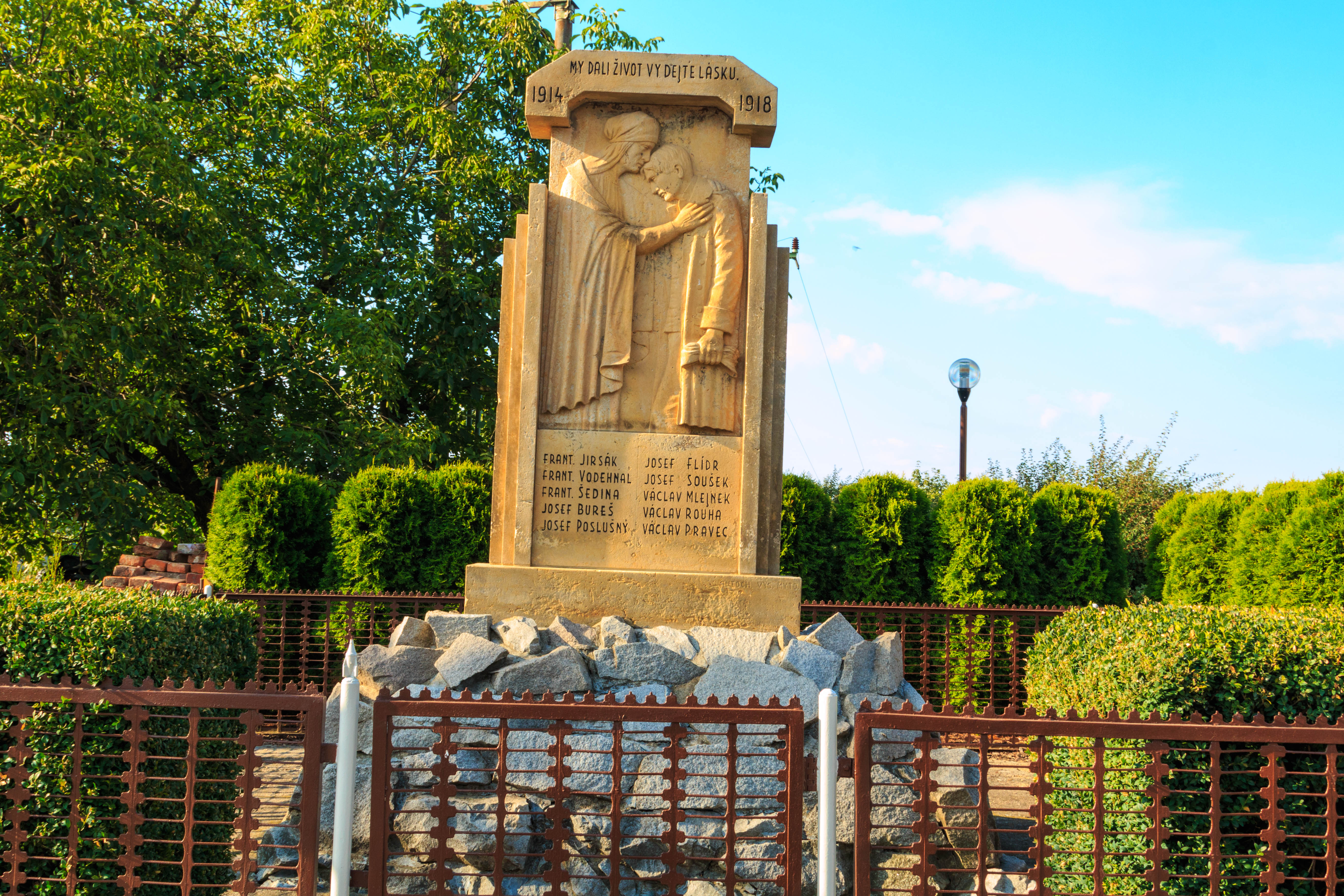
Pomník padlým
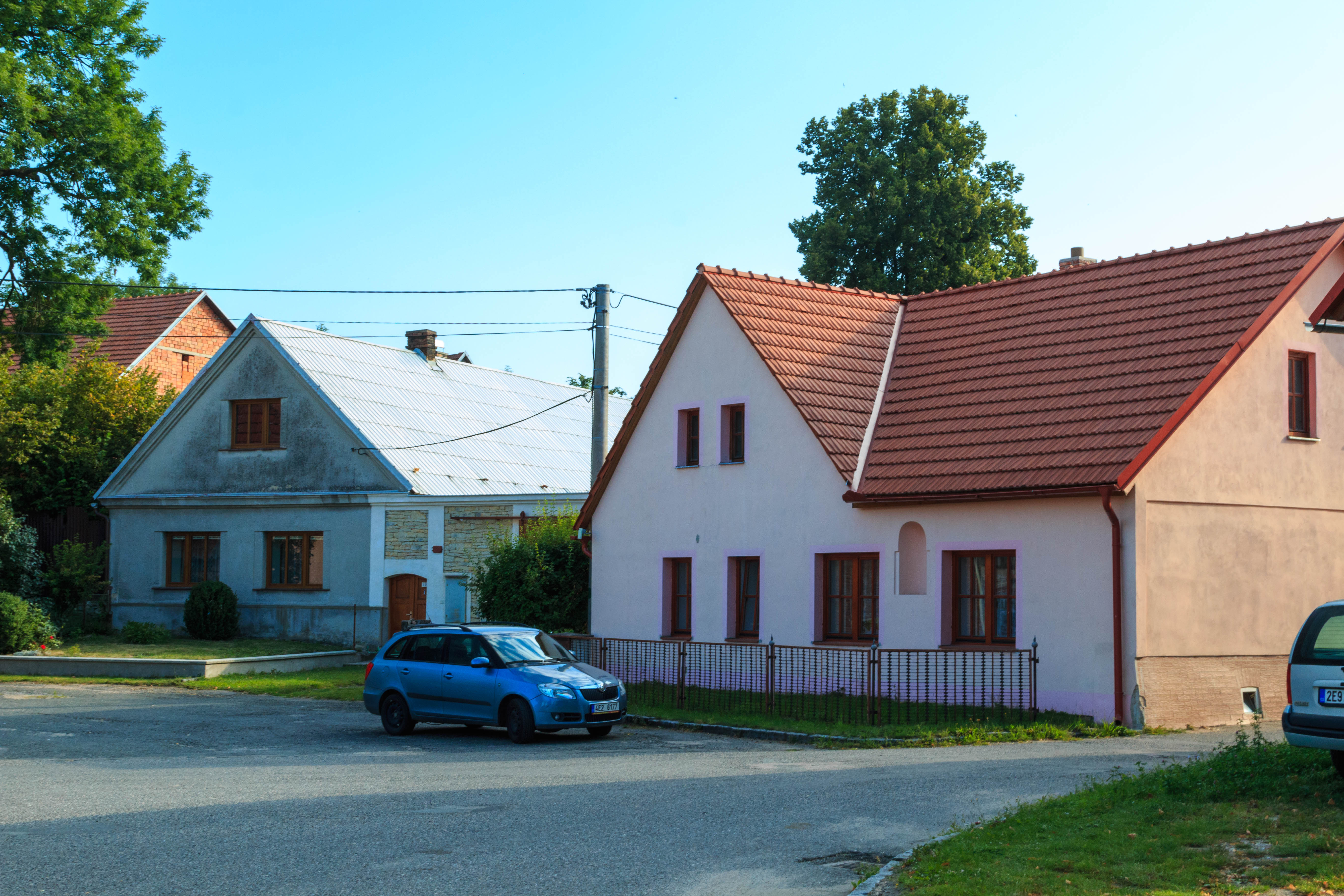
Stavení čp.14
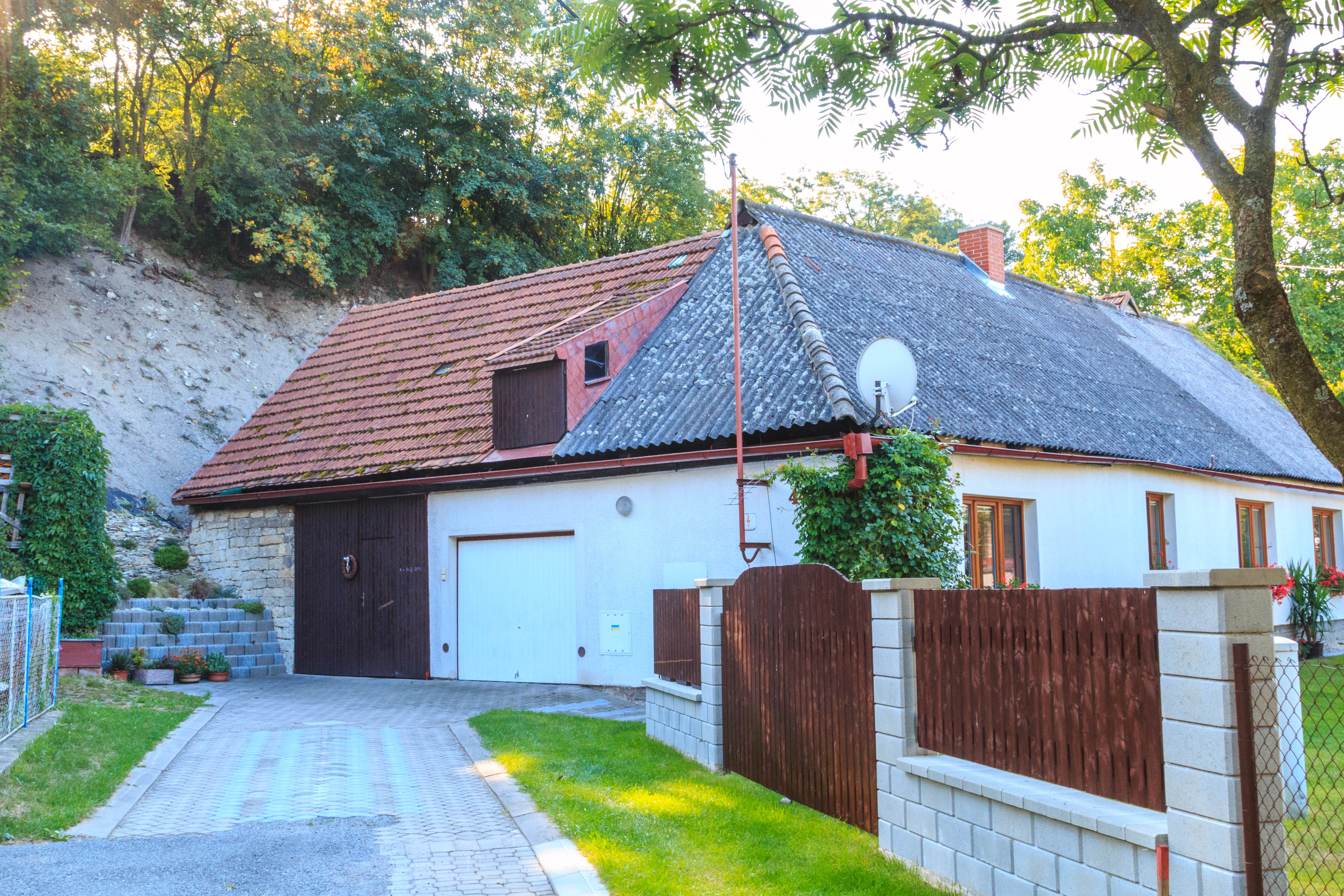
Stavení čp. 44
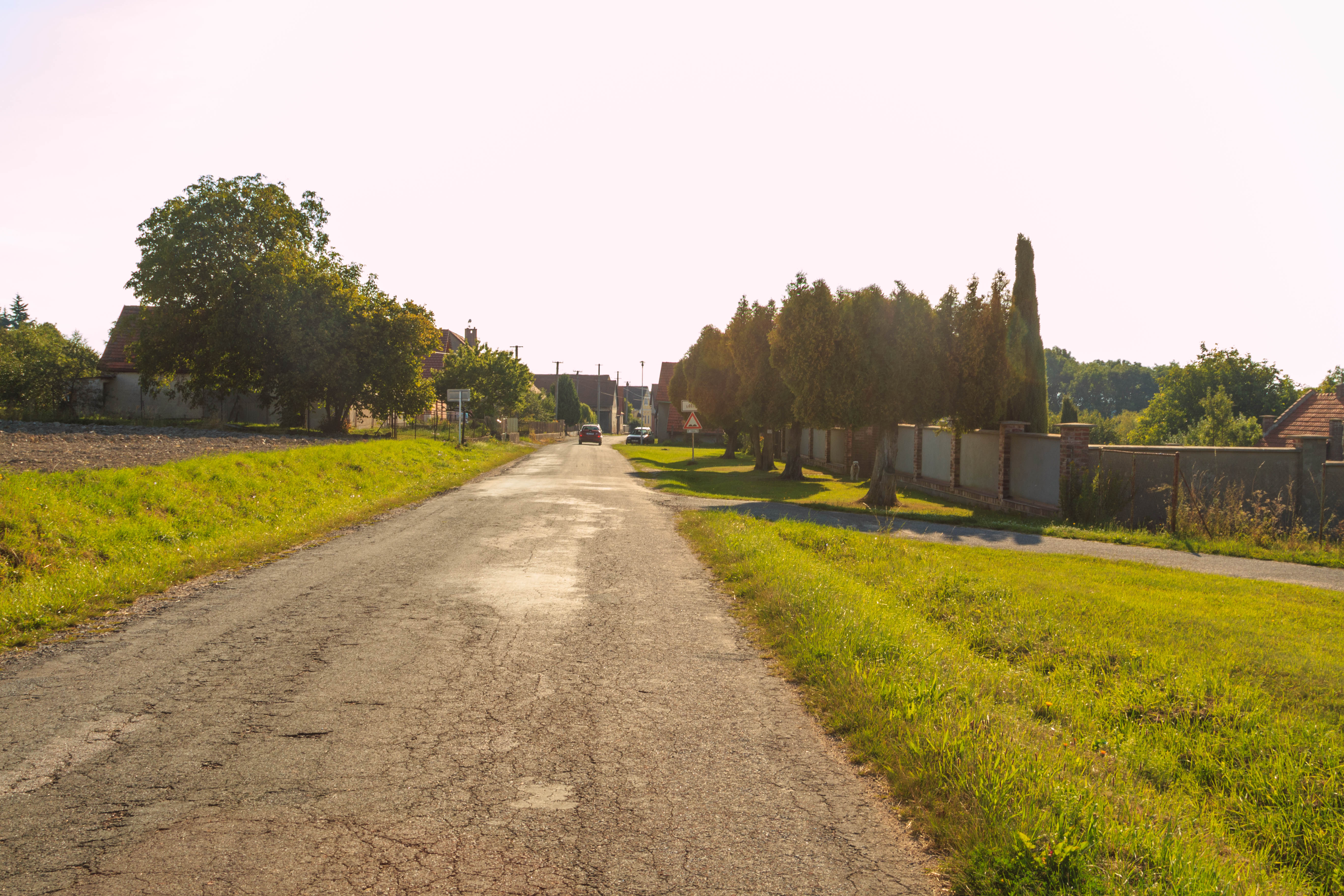
Hřbitov
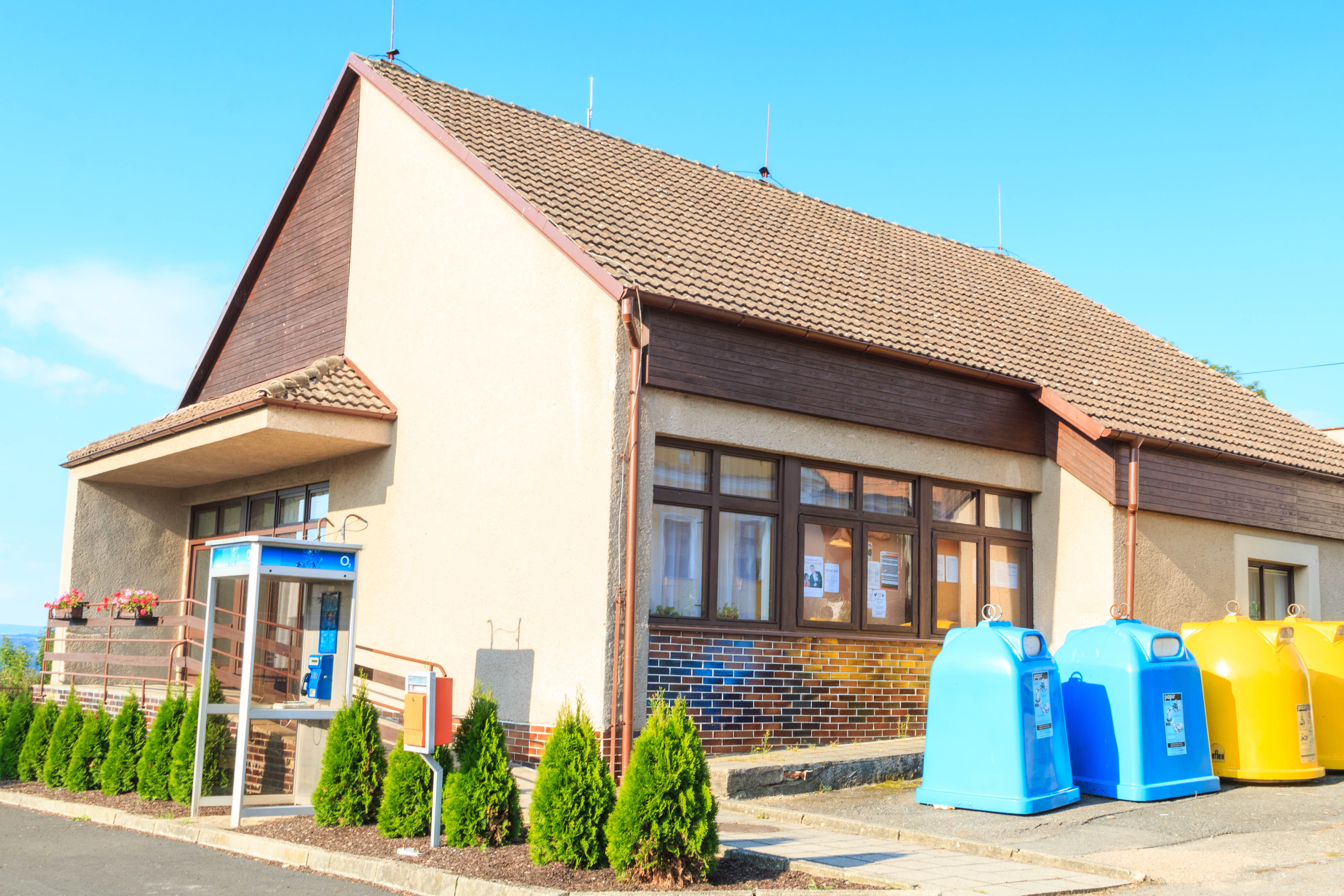
Prodejna
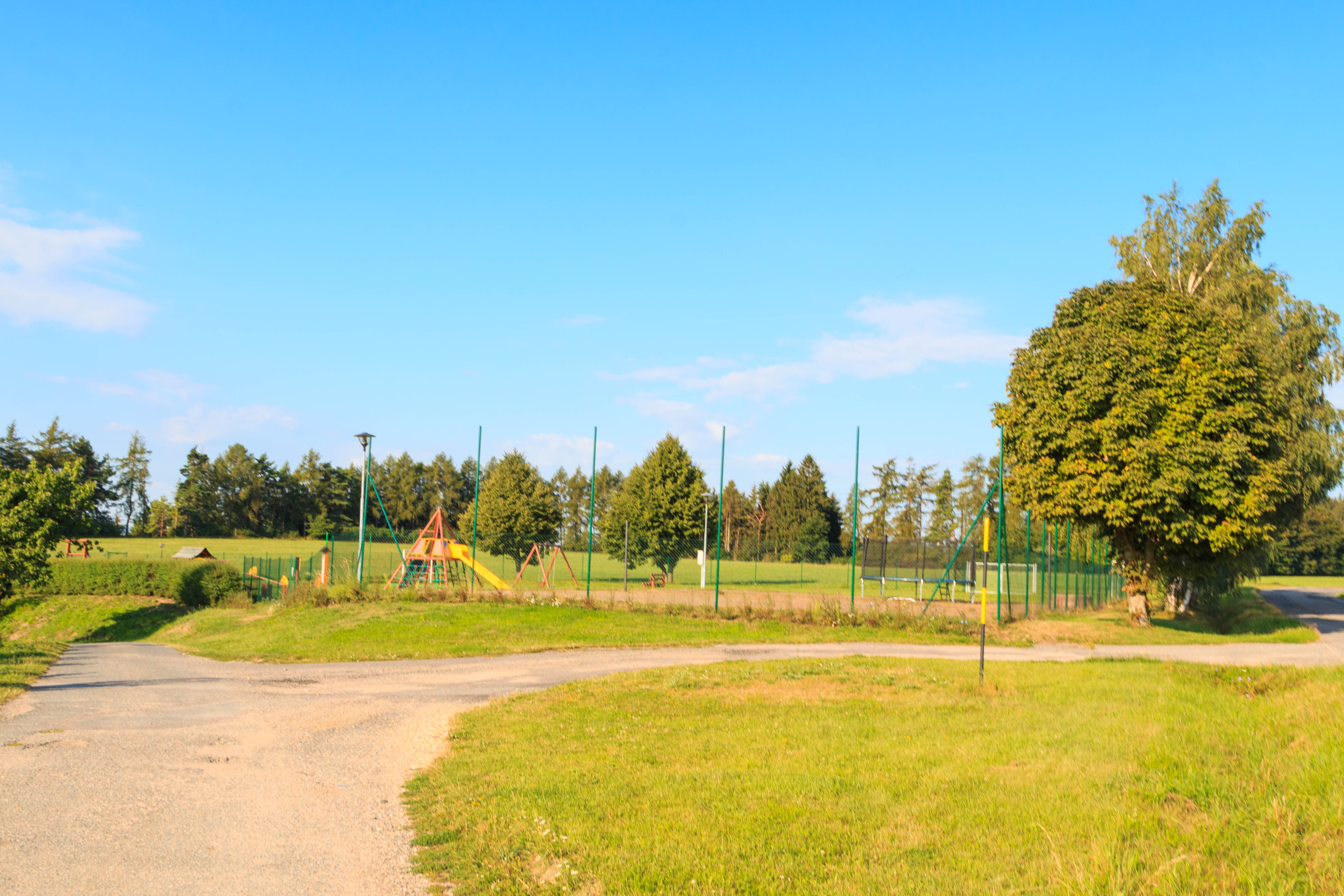
Hřiště
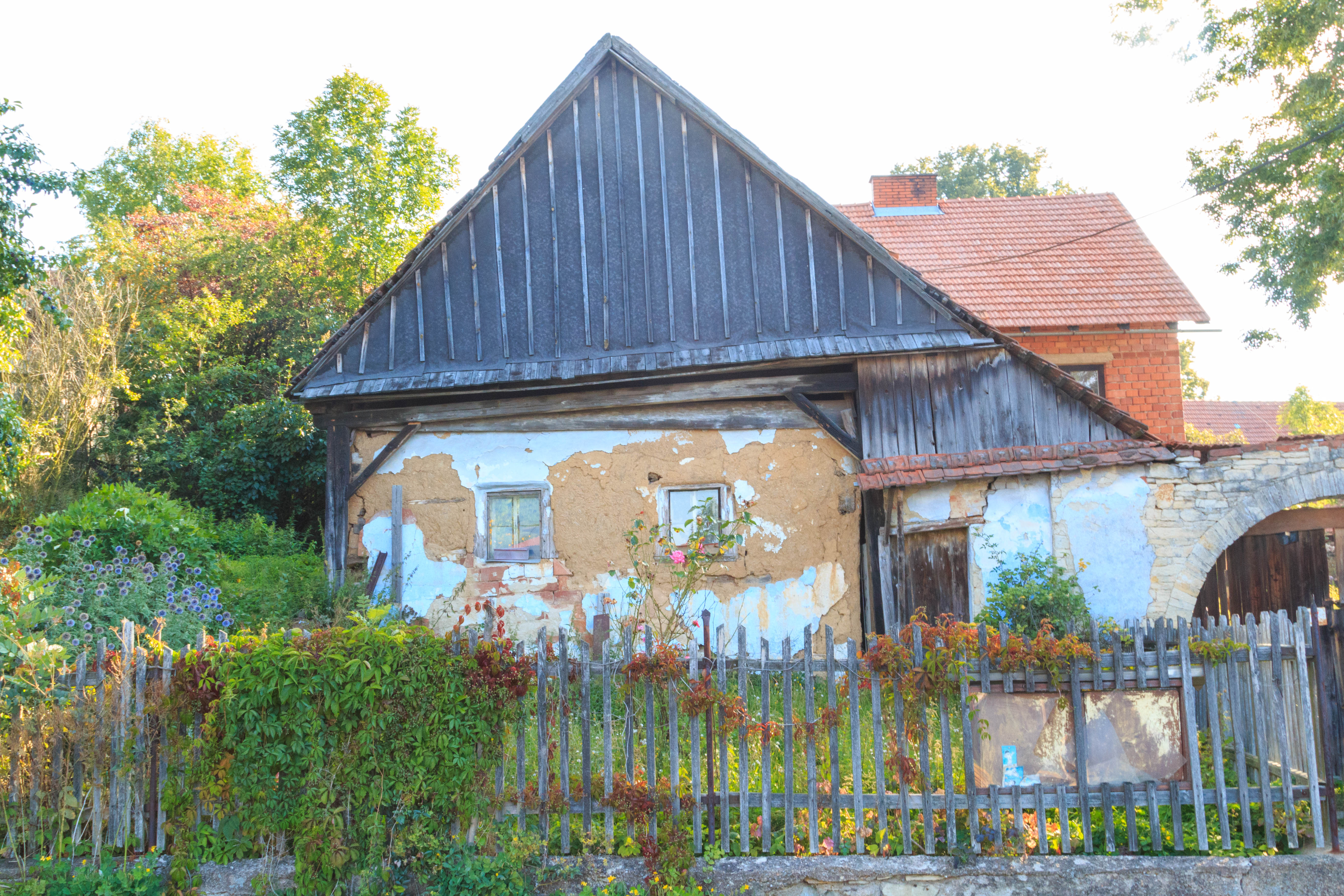
Stavení čp. 17